# Moussac
|  | Per a altres significats, vegeu «Moussac (Gard)». |

Moussac és un comú francès situat al departament de la Viena (regió de Nova Aquitània). L'any 2007 tenia 489 habitants.

## Demografia

### Població
El 2007 la població de fet de Moussac era de 489 persones. Hi havia 229 famílies de les quals 80 eren unipersonals (44 homes vivint sols i 36 dones vivint soles), 85 parelles sense fills, 48 parelles amb fills i 16 famílies monoparentals amb fills.
La població ha evolucionat segons el següent gràfic:

### Habitatges
El 2007 hi havia 371 habitatges, 231 eren l'habitatge principal de la família, 102 eren segones residències i 38 estaven desocupats. 365 eren cases i 4 eren apartaments. Dels 231 habitatges principals, 192 estaven ocupats pels seus propietaris, 38 estaven llogats i ocupats pels llogaters i 1 estava cedit a títol gratuït; 6 tenien dues cambres, 41 en tenien tres, 77 en tenien quatre i 107 en tenien cinc o més. 183 habitatges disposaven pel capbaix d'una plaça de pàrquing. A 107 habitatges hi havia un automòbil i a 102 n'hi havia dos o més.

### Piràmide de població
La piràmide de població per edats i sexe el 2009 era:
| Homes | Edats   | Dones |
| ----- | ------- | ----- |
| 4     | 95 o +  | 0     |
| 0     | 90 a 94 | 0     |
| 8     | 85 a 89 | 12    |
| 4     | 80 a 84 | 12    |
| 12    | 75 a 79 | 8     |
| 20    | 70 a 74 | 8     |
| 28    | 65 a 69 | 40    |
| 16    | 60 a 64 | 32    |
| 8     | 55 a 59 | 0     |
| 12    | 50 a 54 | 20    |
| 24    | 45 a 49 | 12    |
| 20    | 40 a 44 | 20    |
| 12    | 35 a 39 | 16    |
| 8     | 30 a 34 | 8     |
| 8     | 25 a 29 | 8     |
| 8     | 20 a 24 | 0     |
| 16    | 15 a 19 | 20    |
| 12    | 10 a 14 | 24    |
| 8     | 5 a 9   | 8     |
| 4     | 0 a 4   | 12    |

## Economia
El 2007 la població en edat de treballar era de 261 persones, 198 eren actives i 63 eren inactives. De les 198 persones actives 174 estaven ocupades (94 homes i 80 dones) i 24 estaven aturades (12 homes i 12 dones). De les 63 persones inactives 27 estaven jubilades, 12 estaven estudiant i 24 estaven classificades com a «altres inactius».

### Ingressos
El 2009 a Moussac hi havia 226 unitats fiscals que integraven 489 persones, la mediana anual d'ingressos fiscals per persona era de 14.924 €.

### Activitats econòmiques
Dels 17 establiments que hi havia el 2007, 1 era d'una empresa de fabricació d'altres productes industrials, 8 d'empreses de construcció, 2 d'empreses de comerç i reparació d'automòbils, 3 d'empreses d'hostatgeria i restauració, 2 d'empreses de serveis i 1 d'una empresa classificada com a «altres activitats de serveis».
Dels 9 establiments de servei als particulars que hi havia el 2009, 4 eren paletes, 1 guixaire pintor, 2 fusteries i 2 restaurants.
L'any 2000 a Moussac hi havia 30 explotacions agrícoles que ocupaven un total de 2.058 hectàrees.

## Poblacions properes
El següent diagrama mostra les poblacions més properes.